# Germaine Van Dievoet
Germaine Van Dievoet (Brussel·les, 26 de setembre de 1899 - Uccle, 30 d'octubre de 1990) va ser un nedadora belga que va competir a començaments del segle xx. Era filla de l'arquitecte Henri Van Dievoet.
El 1920 va prendre part en els Jocs Olímpics d'Anvers, on va disputar els 100 del programa de natació. Quedà eliminada en semifinals. Entre 1920 i 1923 fou campiona nacional dels 100 metres lliures.